# Yuliya Zaripova
Yuliya Mikhailovna Zaripova (Svetly Yar, 26 de abril de 1986) é uma atleta meio-fundista russa, especializada nos 3000 m c/ obstáculos. Campeã olímpica da prova em Londres 2012, teve sua medalha de ouro cassada em 2016 por doping.
Nascida numa pequena vila no oblast de Volgogrado, seu pai era um técnico de atletismo para crianças o que faz seguir o óbvio caminho do esporte, começando a praticar o salto em distância, salto em altura e o arremesso de peso. Daí ela passou a correr os 800 m até que seu primeiro técnico morreu e ela passou a ser treinada por Mikhail Kuznetsov, que a convenceu a mudar para os 3000m c/ obstáculos.

## Carreira
Em 2008, ela competiu em sua primeira prova nesta distância, marcando 9m54s9. No ano seguinte, surpreendeu a todos conquistando a medalha de prata no Campeonato Mundial de Atletismo em Berlim, melhorando muito seu tempo para 9m08s39. Desde então ganhou todos os grandes eventos internacionais da distância, começando pelo Campeonato Europeu de 2010, onde bateu a campeã mundial espanhola Marta Domínguez em sua própria casa, Barcelona. Em Daegu 2011, tornou-se campeã mundial, mais uma vez abaixando sua própria pessoal, para 9m07s03.
Em Londres 2012, correndo na liderança do pelotão de atletas desde o início, Zaripova venceu a prova fazendo o melhor tempo da vida, 9m06s72, então a quarta melhor marca de todos os tempos. Dias depois em Estocolmo, no meeting da Diamond League, ela abaixou a própria marca pessoal vencendo a prova em 9m05s02, terceira melhor marca de todos os tempos.

### Doping
Em 30 de janeiro de 2015, porém, Zaripova foi suspensa pela agência antidoping russa RUSADA pelo resultado de uma leitura anormal dos parâmetros hematológicos em seu perfil de atleta, no âmbito do programa do "passaporte biológico" da IAAF, caracterizando doping sanguíneo. Todos os seus resultados obtidos entre 20 de junho–20 de agosto de 2011 e 3 de julho–3 de setembro de 2012 foram anulados e sua medalha de ouro olímpica seria cassada, além de sofrer um banimento de dois anos e seis meses do atletismo, contados desde 25 de julho de 2013.
Em 15 de março, a IAAF entrou com um apelo no Tribunal Arbitral do Esporte, em Lausanne, questionando o porque da desqualificação seletiva nos períodos de suspensão aplicados pela RUSADA em seis atletas russos incluindo Zaripova; com o período de desqualificação, um hiato de um ano entre uma desqualificação e outra, sua medalha de ouro olímpica seria cassada mas convenientemente ele acabaria dias antes dela conquistar o ouro no Mundial de Atletismo de Daegu 2011. Em 24 de março de 2016, após a apelação da IAAF, o Tribunal Arbitral cassou todas as suas medalhas e resultados conquistados entre 20 de julho de 2011 e 25 de julho de 2013, período que também inclui um título no Mundial de Daegu, retirando-lhe o ouro olímpico.